# خوچنی
خوچنی (روسی: Хучни) یک منطقهٔ مسکونی در روسیه است که در داغستان واقع شده‌است.